# Energieversorgung Mittelrhein

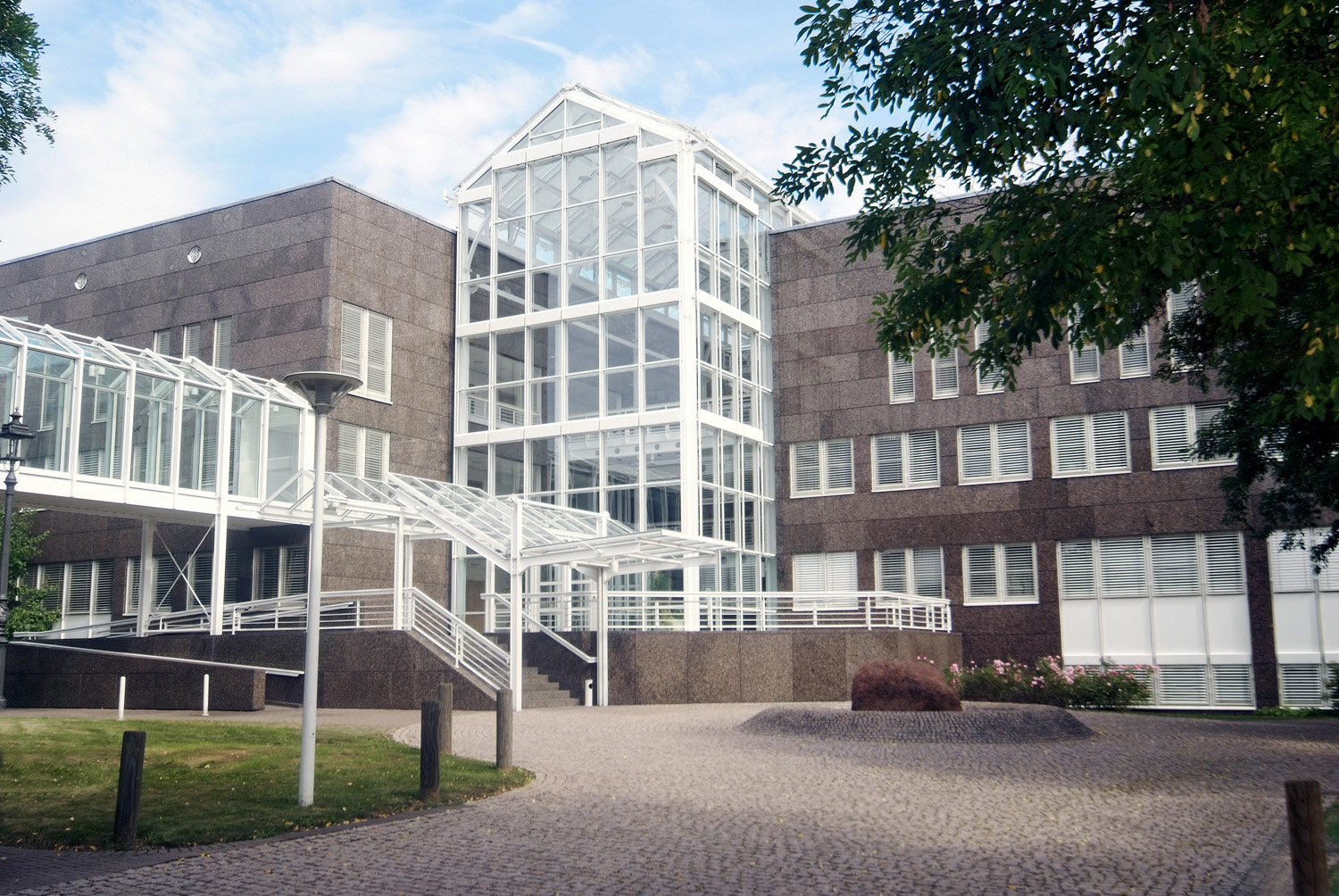
evm-Zentrale, Koblenz

Die Energieversorgung Mittelrhein AG (evm) ist das größte kommunale Energie- und Dienstleistungsunternehmen aus Rheinland-Pfalz. Die evm bündelt als Energiedienstleister den Energievertrieb, energienahe Dienstleistungen und die Verwaltung. Sie versorgt rund 124.000 Kunden mit Erdgas, 209.000 mit Strom und 164.000 mit Trinkwasser. Seit 2014 beliefert die evm ihre Privat- und Gewerbekunden ausschließlich mit Ökostrom aus erneuerbaren Energiequellen.
Im Bereich erneuerbare Energien engagiert sich die evm-Gruppe bundesweit über die Thüga Erneuerbare Energien GmbH & Co. KG sowie über weitere regionale Beteiligungsgesellschaften. Das Netzgeschäft der evm-Gruppe ist – wie vom Gesetzgeber vorgeschrieben – in eine eigenständige Netzgesellschaft übertragen: Die Energienetze Mittelrhein GmbH & Co. KG. Sie sorgt für den Betrieb des Stromnetzes in 227 Kommunen und des Erdgasnetzes in 255 Kommunen. Die evm ist zudem Betriebsführerin zweier Wasserwerke und eines Abwasserwerks. Mit der KEVAG Telekom GmbH ist sie im Bereich der Telekommunikation tätig.
Die evm ist zum 1. Juli 2014 aus dem Zusammenschluss der drei Unternehmen Energieversorgung Mittelrhein GmbH (EVM), Koblenzer Elektrizitätswerk und Verkehrs-Aktiengesellschaft (KEVAG) und Gasversorgung Westerwald GmbH hervorgegangen.

## Beteiligungen

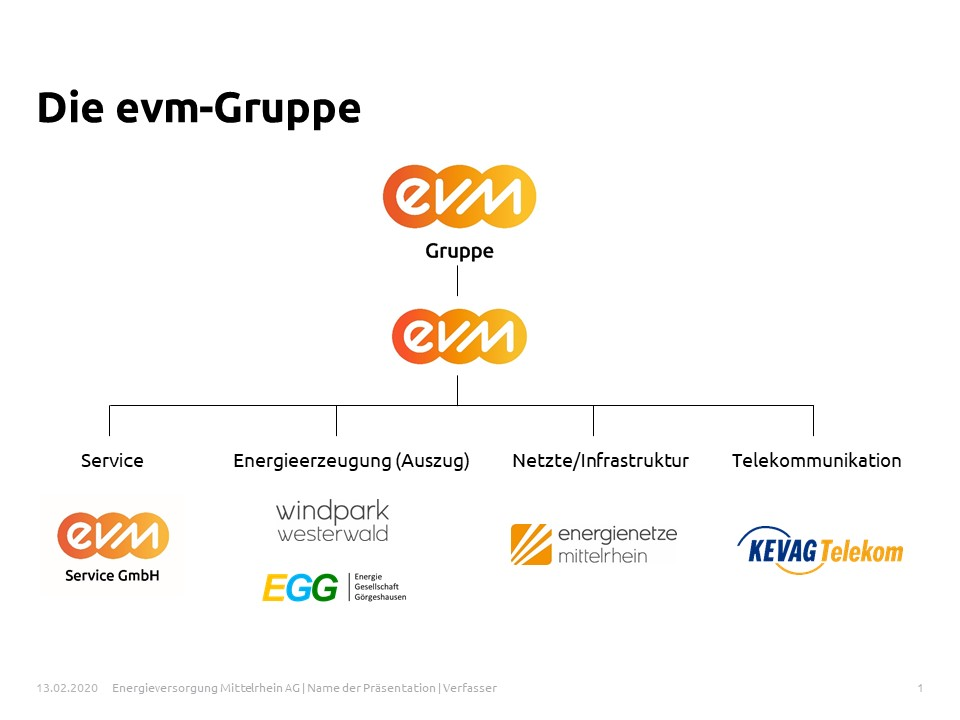
Ausschnitt der Beteiligungen der evm

Die evm ist als Unternehmensgruppe aufgestellt. Neben der KEVAG Telekom GmbH gibt es folgende weitere direkte Beteiligungen.
- Die Windpark Westerwald GmbH (WPW) betreibt den Windenergiepark in Waigandshain, in dem 12 Windkraftanlagen Strom erzeugen.
- Die Naturstrom Rheinland-Pfalz GmbH fördert den Ausbau regenerativer Erzeugungsanlagen.
- Die Energiegesellschaft Görgeshausen mbH ist ein Gemeinschaftsunternehmen mit der Ortsgemeinde Görgeshausen. Sie plant, finanziert, baut und betreibt Anlagen zur regenerativen Energieerzeugung.
- Die Hachenburger Solar Park GmbH (HSP) betreibt im Gewerbegebiet der Stadt Hachenburg einen Solarpark mit einer Leistung von rund 8,25 MW auf einer etwa 10 ha großen Fläche. Die jährliche Stromproduktion der Anlage beträgt ca. 8 Mio. kWh.
- Die evm Windpark Höhn GmbH & Co. KG ist die Betreibergesellschaft der insgesamt fünf Windenergieanlagen im Windpark Höhn. Jährlich werden hier rund 34 Millionen kWh Windstrom erzeugt.
- Die BEE Bioenergieerzeugung Koblenz GmbH ist neben dem Bau von Bio-Erdgas-Anlagen dem Erwerb, der Erzeugung, der Transport und der Veräußerung von biogenen Gasen, auch für alle damit zusammenhängenden wirtschaftlichen und technischen Tätigkeiten im regionalen Umfeld der evm zuständig.

## Anteilseignerstruktur

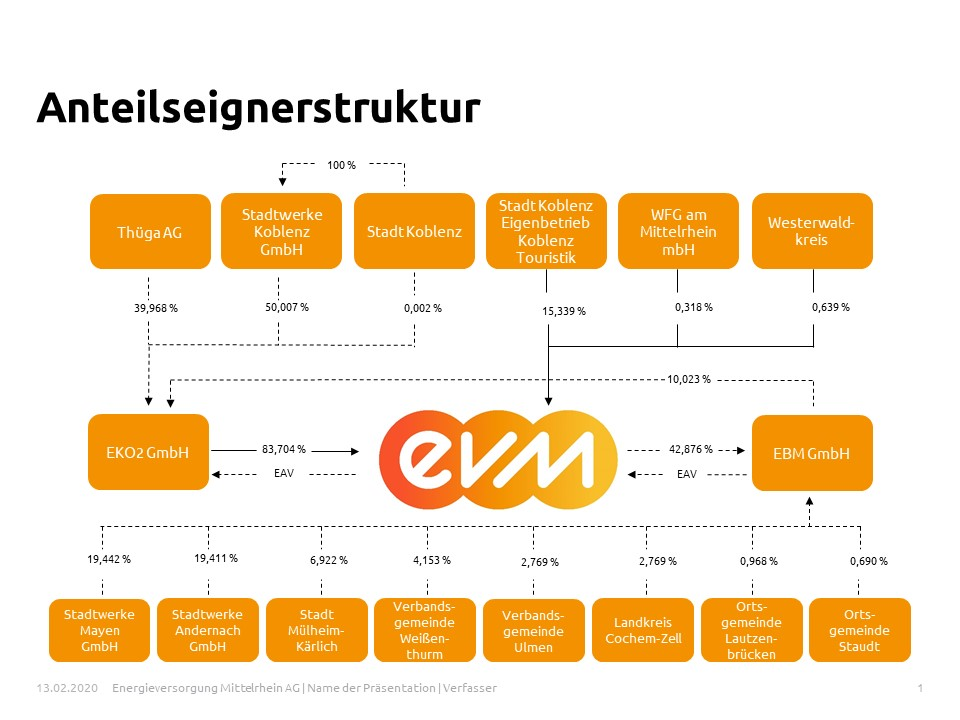
Anteilseignerstruktur der evm

Die evm ist ein zu 100 Prozent kommunales Unternehmen, deren Anteilseigner z. B. die Stadtwerke Koblenz GmbH und Kommunen wie der Westerwaldkreis und die Stadt Koblenz sowie dem Stadtwerkeverbund Thüga AG sind.

## Versorgungsgebiet

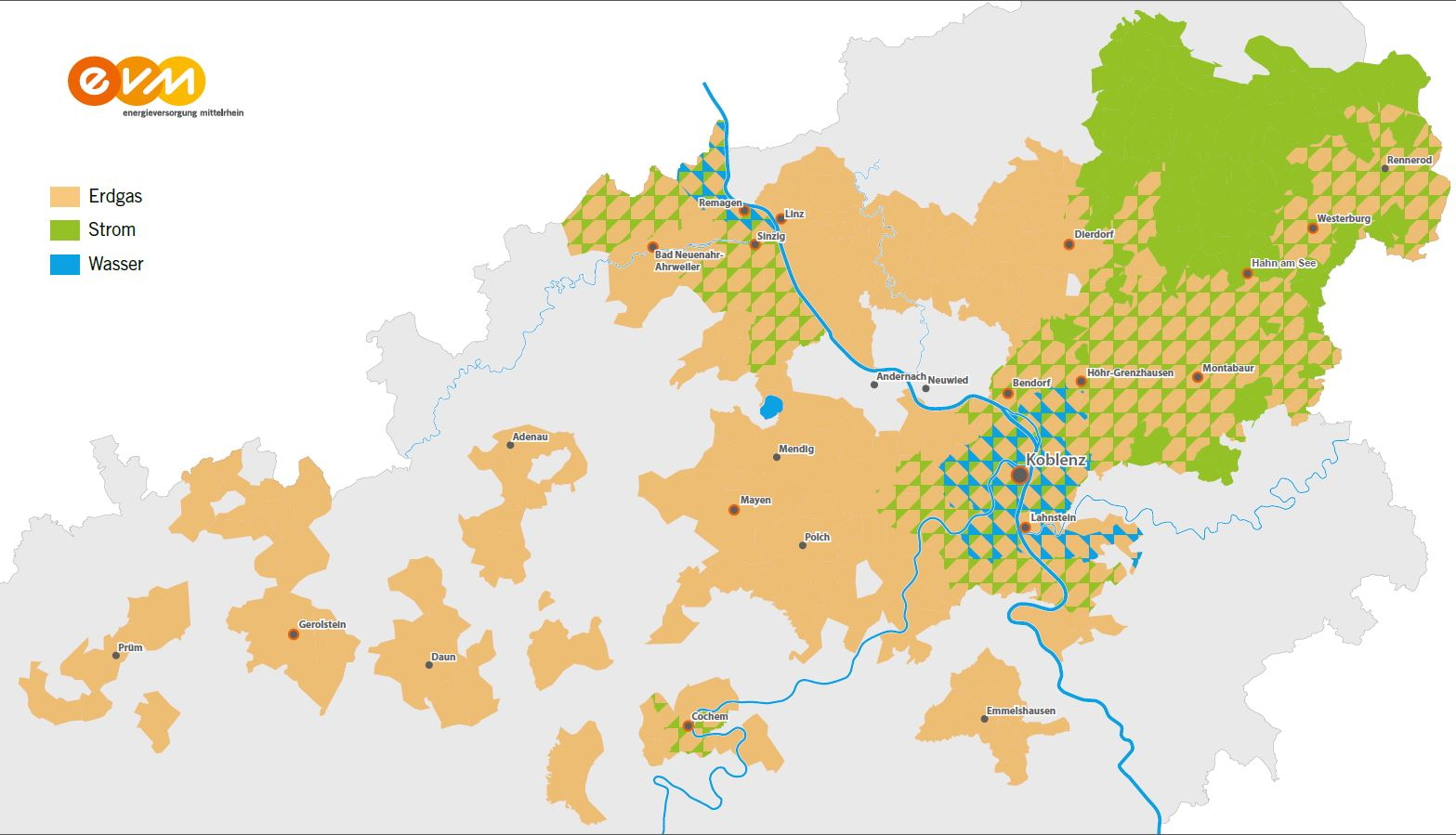
Versorgungsgebiet der evm

Das Versorgungsgebiet der evm erstreckt sich über das nördliche Rheinland-Pfalz, vom Westerwald, dem Hunsrück und der Eifel bis zur Landesgrenze Nordrhein-Westfalens. Hier versorgt die evm rund 124.000 Kunden mit Erdgas, 209.000 mit Strom, 164.000 mit Trinkwasser und rund 400 Objekte mit Wärme.

## Geschichte
Am 1. Juli 2014 wurde die Energieversorgung Mittelrhein AG gegründet. Sie entstand aus der (ehemaligen) Energieversorgung Mittelrhein GmbH (EVM), der Koblenzer Elektrizitäts- und Verkehrs-Aktiengesellschaft (KEVAG) mit ihrer Tochtergesellschaft KEVAG Verkehrs-Service GmbH (KVS) sowie der Gasversorgung Westerwald GmbH. Die ÖPNV-Dienstleistungen der KVS wurden daraufhin unter dem Namen evm Verkehrs GmbH durchgeführt.
Zum 14. März 2019 erwarb die evm 45 % der Anteile an der Kraftwagen-Verkehr Koblenz GmbH (KVG) von der Stadtwerke Koblenz GmbH, so dass sie seitdem 67,60 % der Anteile dieses Unternehmens hält. Zum 1. Oktober 2019 kaufte die Koblenzer Mobilitätsgesellschaft mbH eine Tochtergesellschaft der Stadtwerke Koblenz die evm Verkehrs GmbH.

## Ehemalige Unternehmen

### Energieversorgung Mittelrhein GmbH

Ehemaliges Logo der Energieversorgung Mittelrhein GmbH von 2010

Das ehemalige Logo wurde von Prof. Friedhelm Meinass für die Agentur Damm in Koblenz entwickelt. Friedhelm Meinass trug wesentlich für die Unternehmensphilosophie "Wir tragen Verantwortung für die Umwelt" bei.
Im Jahr 1845 nutzte man in Koblenz erstmals Gas, das aus Steinkohle gewonnen wurde, für die Straßenbeleuchtung. Bis Ende des 19. Jahrhunderts kamen immer neue Anwendungsmöglichkeiten für diese Art der Energie auf – das Versorgungsnetz musste entsprechend ausgebaut werden und erstreckte sich schließlich über mehrere Orte. Das Unternehmen Gasfernversorgung Mittelrhein, das der Vorläufer der Energieversorgung Mittelrhein GmbH war, wurde im Jahr 1928 gegründet. Sie lieferte in Koblenz und Umgebung Gas. Ihr wichtigster Partner war die Stadt Koblenz mit einer eigenen großen Gasfabrik. Im Jahr 1934 wurde die Gasfernversorgung Mittelrhein in Energieversorgung Mittelrhein GmbH umbenannt. Im selben Jahr übernahm sie die Verantwortung für das Wasserwerk Koblenz-Oberwerth.
Durch die verheerenden Zerstörungen im Zweiten Weltkrieg brach die Gasversorgung in und um Koblenz zusammen. Die eigene Gasherstellung wurde nicht wieder aufgebaut und ab 1946 Gas von außerhalb durch Hochdruckleitungen in die Stadt transportiert. Der Wiederaufbau der Versorgungsnetze dauert viele Jahre.
Das Kokereigas, das beim Vergasen von Kohle entsteht und schädliche Emissionen verursacht, wurde 1970 bei der EVM durch das Erdgas ersetzt. In den folgenden zwanzig Jahren verdoppelte sich die Zahl der Anschlüsse von Städten und Gemeinden an das Netz der EVM. Im April 1989 bezog die EVM ein neues Betriebs- und Verwaltungsgebäude in der Ludwig-Erhard-Straße in Koblenz. Damit arbeiteten alle Abteilungen unter einem Dach. Im Jahr 1994 wurde auf dem EVM-Gelände die erste Erdgas-Tankstelle in Rheinland-Pfalz in Betrieb genommen.
2008 wurde die Bioenergieerzeugung Koblenz GmbH (BEE) als Tochterunternehmen gegründet. Das Unternehmen baute nicht nur Bio-Erdgasanlagen, zum Geschäft gehörten auch der Kauf, die Erzeugung, der Transport und der Verkauf dieser regenerativen Energie. Die EVM beteiligte sich an der Förderung von Erdgasfahrzeugen und der Errichtung von Erdgastankstellen. Seit Dezember 2009 war die EVM über das Bieterkonsortium KOM 9 an der Thüga AG beteiligt, einem Netzwerk kommunaler Energieversorger in Deutschland. Damit wurde die EVM ein zu hundert Prozent kommunales Unternehmen.
Im Jahr 2011 begann der Bau einer Bio-Erdgasanlage bei Boppard. Ebenfalls im Jahr 2011 beteiligte sich die EVM an der Thüga Erneuerbare Energien GmbH & Co. KG, die bis zum Jahr 2020 1 Mrd. Euro in Windprojekte investieren will. Im selben Jahr erfolgte zudem die Umstellung auf Ökostrom aus Wasserkraft. Im März 2012 wurden zwei Windparks im Hunsrück eröffnet, die der THEE gehörten. Zum 1. Juli 2012 stellte das Unternehmen ihre Erdgas-Tankstellen komplett auf Bio-Erdgas um.

### Gasversorgung Westerwald GmbH

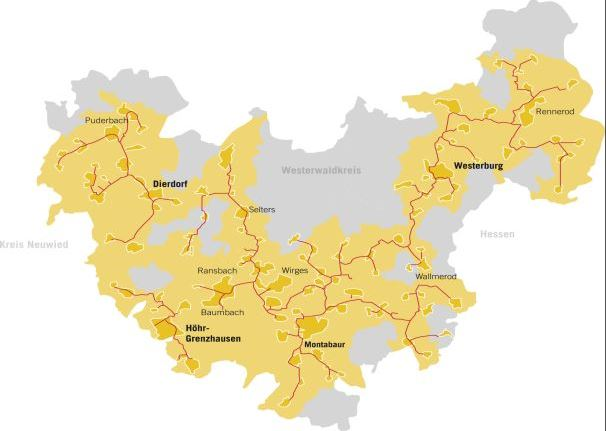
ehem. Versorgungsgebiet der Gasversorgung Westerwald

Am 1. Juli 1953 wurde die Gasversorgung Westerwald GmbH als Gasversorger im Westerwaldkreis sowie im Kreis Neuwied durch die Energieversorgung Mittelrhein GmbH und die Rhenag Rheinische Energie AG gegründet.
Das Unternehmen belieferte vor der Fusion acht Verbandsgemeinden im Westerwaldkreis und zwei Verbandsgemeinden im Kreis Neuwied mit Erdgas und Strom. Zu den Geschäftsführern der GmbH gehörte der Ingenieur Helmut Dähler.